# 木簡
木簡（もっかん）とは、主に古代の東アジアで墨で文字を書くために使われた、短冊状の細長い木の板である。紙の普及により廃れたが、完全に存在を消したわけではなく、荷札などには長く用いられた。竹片に書かれた竹簡と木簡を合わせて、簡牘と呼ぶ。

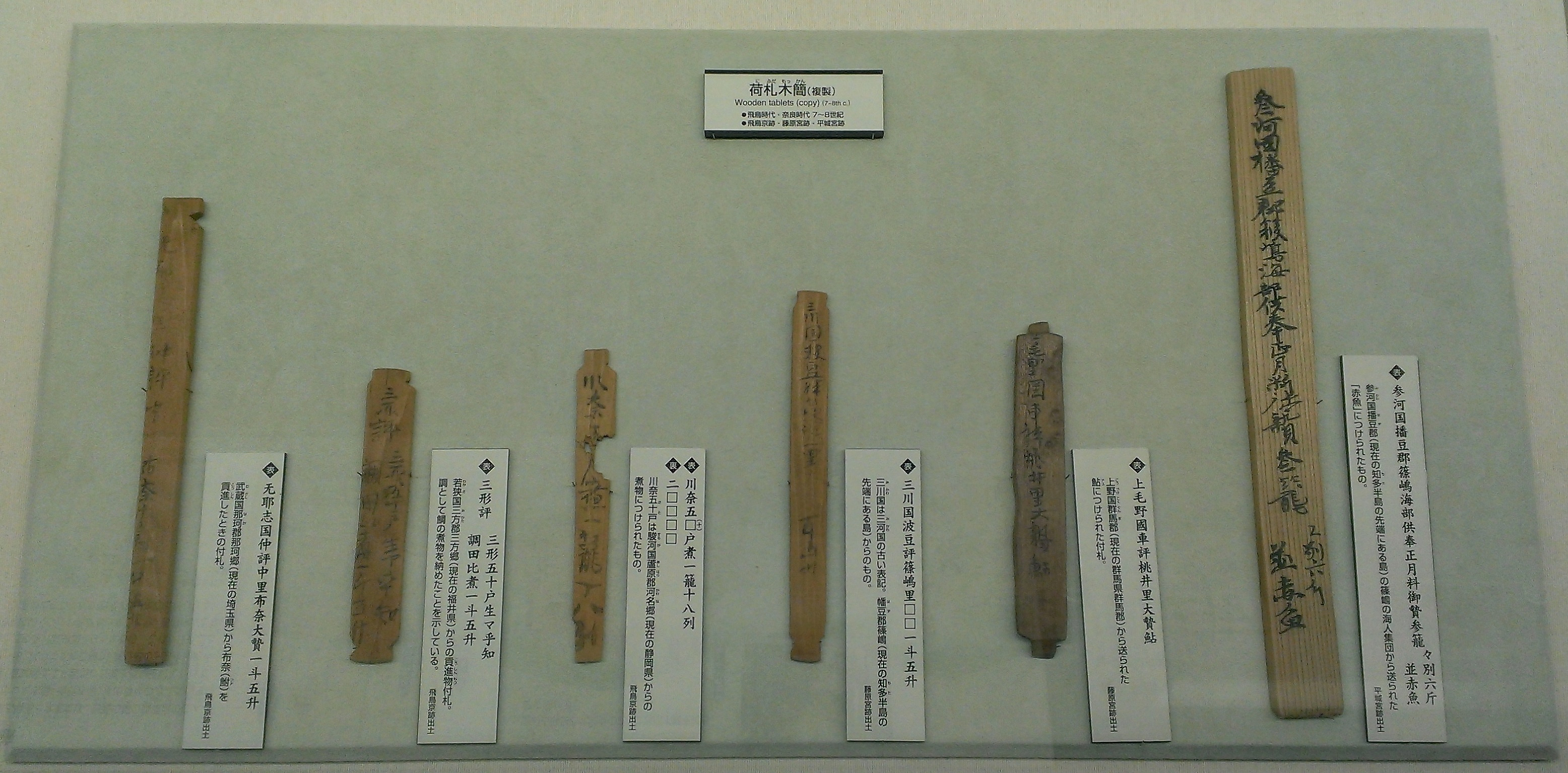
荷札木簡（複製）。飛鳥、奈良時代、7-8世紀。飛鳥京、藤原宮、平城宮跡出土品。

## 概要
木の板に文字を書くことは、文字の存在する文化圏では古くからごく一般に行われていた。後代にも文字を書いた木というだけなら、落書きした木片や呪いの札など多種多様なものがみられる。歴史学・考古学の見地からは、それらすべてが過去の生活の様子を伝える貴重な資料であり、広い意味での木簡として研究対象になる。この意味での木簡は、研究上の概念であり、その時代の人々が字が書かれた様々な木を木簡として一まとめに考えていたわけではない。
その中で、中国、朝鮮、日本では一行または数行の文を書いた細長い板が多数出土しており、これこそが典型的な、狭義の木簡である。これらは当時も木簡と呼ばれていたが、用途や状況に応じて様々に呼ばれた。漢代まで、木簡と竹簡で、冊書を作る場合は、一行しか書けない細長い規格で作られた。後に長い文書が紙で作られるようになり、木簡の形に対する制約がなくなっても、細長い形は変わらなかった。
木簡の特徴の一つは、削って書き直したり再利用したりすることができるという点である。そのため当時の文具には筆、墨、硯に加えて小刀が含まれていた。削り屑に習字した例もあり、上述の広義の木簡に含まれる。書き直しが容易ということは、反面、改竄の痕跡が残りにくいということでもあった。

## 中国の木簡

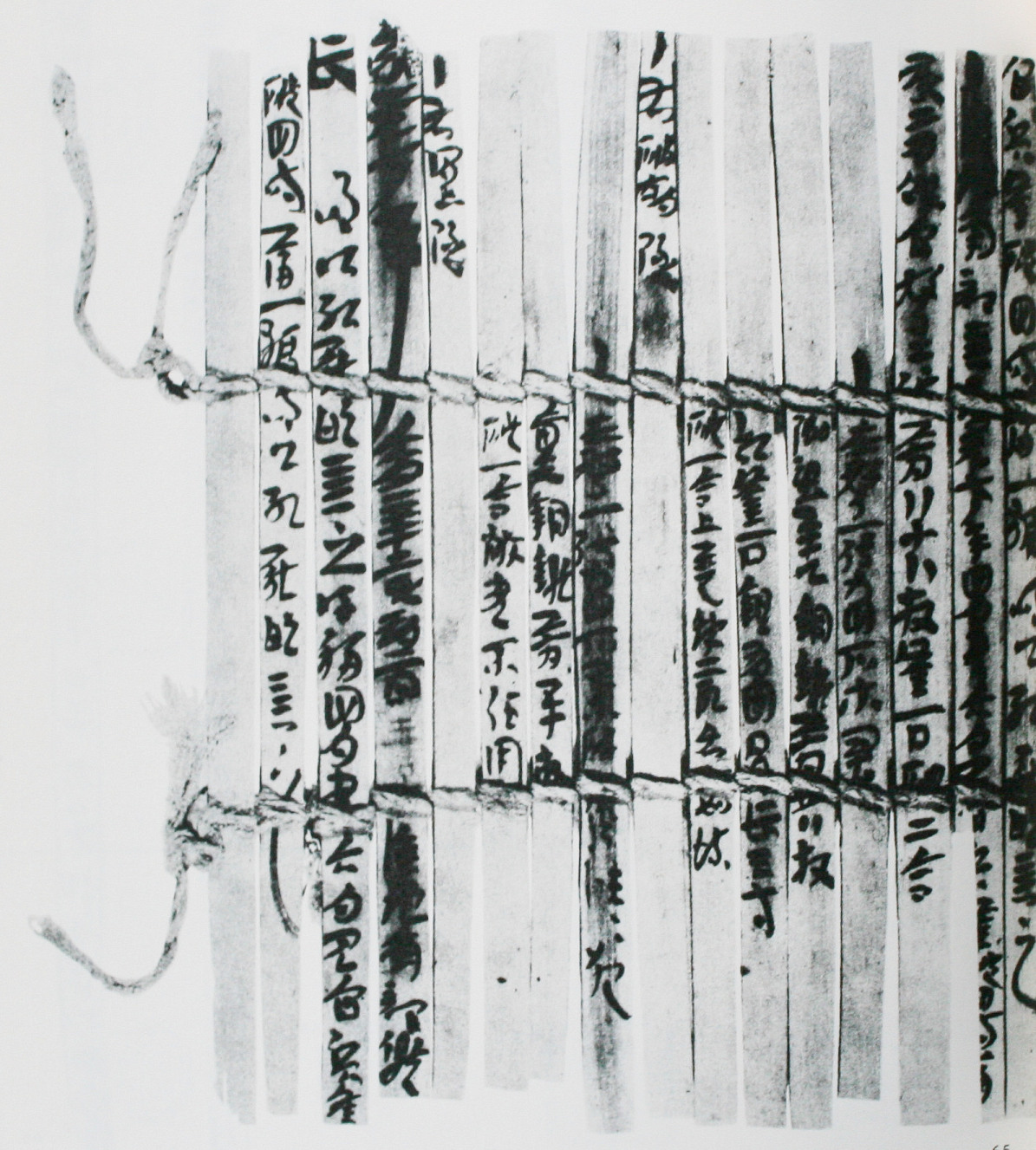
居延出土の木簡册帳簿　ACE97頃

「簡」とは、もともと竹製のふだを表す言葉であり、中国では竹に文字を書いた竹簡も広く使われた。気候の関係で竹が生育しない黄河流域以北では木の木簡も用いられる。
紙が普及する後漢以前、有力な筆記素材は木（竹）か絹（帛書）であった。帛書は高価であったため、広く用いられたのは木簡・竹簡であった。中国の考古学では竹簡と木簡（木牘）を総称して簡牘といい、日本の「木簡学」を中国では「簡牘学」と呼称する。

### 木簡の発見
ハンガリー出身のイギリス人オーレル・スタインが尼雅（ニヤ遺跡）で50枚、スウェーデンのスウェン・ヘディンが楼蘭で120枚余の晋代の木簡を発見した1901年を、遺跡からの木簡出土の嚆矢とする。スタインは、1907年、1913年-16年の、第2次・第3次探検でも、約900枚の漢代の木簡を発見した（敦煌漢簡）。その後西北科学考査団によって、1930年にはエチナ川流域から一挙に1万点以上の大量の木簡が発見された（居延漢簡）。このときは木簡を横に並べて作った冊書が初めてみつかった。このように、20世紀前半の木簡は、ヨーロッパ人の中央アジア探検隊が西北辺境で発見したものであった。
20世紀後半からは中国人が全国で多数発見するようになった。スタインらの発見は極度の乾燥状態で保存されたものだが、後半以降は地中の墓にあって水に漬かった状態や高い湿度のおかげで腐らず残ったものである。20世紀末からは古井戸からの出土も多くなり、2007年以降は骨董市場から購入する例も出てきた。発見数は100万点を超えるとも言われる。

### 木簡の歴史
「冊」は細長い木簡を並べ、紐を通してまとめた形を表している。これと似た文字が、殷（商）代の甲骨文字に見られ、「冊」と考えられている。木簡による文字記録は殷代には既に行われていたと推定される。
出土木簡の中で数が多いのは漢簡、つまり漢代の木簡である。漢代の一般的な簡牘は長さ一尺（約23cm）、幅五分（約1cm）、厚さは0.2から0.3mmである。これに20字から40字を書けた。2行書けるように幅を広げた「両行」という形もよく使われた。重要なものは大きめのものに書くという考えがあり、皇帝用の簡牘は少し大きく長さ一尺一寸（25cm）とされた。経書用の簡牘は二尺四寸（55cm）で、これは文献に見える規定と出土の現物が一致する。そして、律令など法律を書く木簡は、三尺（70cm弱）の長さをとった。
漢代の文書には、封泥をするための「検」という宛名を書くための木製の物を付けて送った。検は封泥を入れるための凹みがあり、その凹みの両側には紐をかけるために欠けたところがある。木簡本体と検を重ね、凹みを通して紐をかけ、紐の上から封泥を付ける。封泥の上に印を押して完成する。受け手は印が真正で、封泥が壊れていないことを見て、偽文書でないことを確認する。
漢代までは、文章が長くなるときには簡をつづりあわせて冊（編綴簡）にした。紙が普及しはじめた魏晋の頃には、文書に紙と木が併用された。公式的な長い文書には紙が使われ、特別な儀式を除き簡を束ねて冊を作ることはしなくなった。そのせいで木簡は一枚で完結する文書に用いられることになり、形の規格がなくなった。中国ではふつう木簡の裏に字を書かなかったようである。

### 著名な木簡発見
- 居延漢簡 - 前述。新疆ウイグル自治区の楼蘭・尼雅やエチナ川流域で発見される。
- 馬圏湾漢簡 - 1979年、敦煌市西北95kmの漢代の烽燧址から出土した、約1200枚の木簡。
- 走馬楼呉簡 - 1996年、長江以南、湖南省長沙市で発見される。三国時代呉の嘉禾年間（232年-237年）の紀年を含む、木簡が数万点、竹簡は約2000点が出土した。その多くは、契約文書類である。ほぼ長沙簡牘博物館に収蔵。
- 敦煌懸泉置漢簡 - 敦煌の東方にある、前漢中頃より魏晋代の郵便施設である懸泉置から出土した、20000点余の木簡。
- 武威漢簡
- 水泉子漢簡

## 日本の木簡
日本の木簡としては、正倉院の宝物に付けられていた30数点が伝わるほか、江戸時代には、当時、小勝田と呼ばれていた秋田県北秋田市脇神の埋もれた家屋から出土した例や、明治時代の1902年に出土した材木に刻まれた文字の拓本、大正時代の1914年と翌1915年に同じ秋田県大仙市の怒遺跡から出土した例などの報告があるが、現存する日本で最初の木簡発見例は、1904年に、香川県さぬき市の長福寺で見つかった室町時代の備蓄銭の付札である。なお、1928年に三重県桑名市の柚井遺跡で『桜樹郷』と記された籾の付札を含めた3点、1930年に秋田県大仙市美郷町の城柵遺跡、払田柵跡で2点が見つかっていたが、いずれも当時はあまり注目されなかった。大量出土は1961年の平城京跡での41点に始まり、以後続々と各地で見つかるようになった。数的に多いのは1996年の平城京東南隅から約1万3千点、1988～1989年の長屋王家木簡と隣接する二条大路木簡があわせて約11万点、長岡京など都からのものである。特に長屋王家木簡の発見で、重要な考古資料として木簡が広く知られるようになった。最近では藤原京より以前の宮都やその周辺の遺跡からも、さらに、国・郡の地方官衙や寺院など全国から出ている。2011年末までに38万点以上が見つかっている。
日本の木簡はほとんどが水に漬かった状態の土の中から発見されている。1960年代から急に発見が多くなったのは、それまで見逃されがちだった土中の木片に注意を払い、調査を緻密にしたためである。木簡点数の多くは削り屑で、削り屑に文字が書かれていなければ木簡ではないが、一字でも字の断片でも墨書があれば木簡として記録する。屑同士が接合すれば複数片をまとめて1点と数えるが、実際には困難なので、削られた断片が数えられることになる。
日本の木簡研究は、木簡を形状と用途の二側面から分類している。形状の分類では、奈良国立文化財研究所が平城京木簡の分類に際してとった18分類の型式が用いられるが、分類には他の方法もある。どの方法でも数が多くて目立つのは、短冊形、切りこみつき短冊形、一端を尖らせた短冊型である。大きさに定まった規格はなく、ほとんどは長さ20センチメートルから30センチメートル、幅1.5センチメートルから4センチメートルの範囲に入るが、これとかけ離れた大きさのものもあった。用途別では、文書木簡、付札木簡、その他の三つに分ける用途と形状は密接にかかわっている。福岡県の太宰府市にある国分松本遺跡からは国内最古とされる木簡が出土している。
日本に竹簡はなく、冊書も作らなかった。

### 文書木簡
日本最古級の木簡は、奈良県桜井市の山田寺跡で堆積した地層の更に下層から出土した習書木簡の削屑で、年代を記した最古の木簡は、大阪府大阪市難波宮跡から出土した『戊辰年』と記された木簡であるとされているが、元号ではなく推察で確証はない。そして、これらの段階で既に、文字の使用が珍しくなかったことがうかがわれるが、点数が一気に増加するのは672年以降の天武天皇の時代で、文書行政の整備がその背景にある。その物的証拠となる文書木簡は、7世紀後半から奈良時代と平安時代の10世紀までを中心に使われた。
日本に文字が入ってきたとき、中国では既に紙が普及しつつあり、紙と木簡・竹簡が併用されていた。日本もそれを踏襲し、比較的短い文書についてだけ木簡を使った。すべての文書に紙を使わなかったのは、当時まだ紙が高価だったためでもあるが、簡単に壊れない木の耐久性を活用した面もある。
文書木簡は、役所の間の連絡に使った文書（狭義の文書木簡）と、日常事務の帳票・記録（記録木簡）の二種に大別される。人を召還する文書、飯を請求する文書など短い連絡・請求に用いられる木簡、官吏の人事考課用に一人一枚ずつ作って勤務評定を記した木簡、倉庫の出納を記録した倉札などがある。形は短冊形が多く、記録木簡の中には、板に孔をあけて紐や棒を通したものがある。
比率的にみると、7世紀の文書木簡には帳簿類の数が多く、宛先を持つ文書（狭義の文書）は少ない。その狭義の文書木簡では、宛先である某に対して「某の前で申す」という意味の句から始めるものが目立つ。前白木簡という。目上に対するものだけでなく、対等の関係でもみられる。また、連絡用の文書には日付がほとんどない。声を張り上げて伝えたり宣べたりすることで公式業務がなされた口頭行政が背景にあるかと言われる。書き方は一行にずらずら書き並べ、字配りがない。年を記すときには干支が使われ、元号は使われない。
これに対して8世紀の文書木簡は、差出・宛所、元号日付を字配りよく配置し、官の上下関係により符・移・解といった字を使い分け、書式が整ってくる。大宝元年（701年）制定の大宝令の影響とされる。

### 付札
付札は物の内容を示すためにつけるもので、切り込みつきか、端を尖らせたものが多い。切り込みがあるのは、紐をそこにかけて板を結び、紐の反対端を荷物に結びつけるのである。日本の木簡では上端に切り込みがあるものがほとんどだが、下のほうに切り込みを入れたものもわずかながらある。尖らせたものは、それを俵や荷物の縄がけに差し込むためと考えられている。付札には荷物の送り主と宛て先を記す荷札（貢進物付札）と、保管される物に付けておく物品付札があった。
当時は税として中央の役所に納入するものに荷札が付けられており、送り手と内容の情報が定型的に書き込まれ、資料として読み取れる情報量が多い。なお、年紀を記した荷札は2020年現在、延暦16年（797年）以降の物が見つかっていない。

### その他
その他には習字、落書き、呪符、将棋の駒まで含めた様々な木の板が入る。歌木簡は、和歌を万葉仮名で記したもので、7世紀から出ている。告知札は立て札のことで、史料に「牓」と書かれるものらしいが、その文が「告知」で始まることからこう呼ばれる。題箋（題箋軸）は紙の巻物の軸に用いる木で、長く突き出した部分に巻物の内容を記した。封緘木簡は、一枚の木を割って二つにしたものに紙の手紙をはさんで紐でしばり、紐の上から「封」の字を書いた上で、宛て先などを記したものである。

### 製造から廃棄まで

#### 製造
木簡の製造については知られることがないが、何も書かれていない未使用品（または再生済み未使用品）の木簡がまとまって出ることもある。大量に必要とするところでは生産・再生・保管の体制が整えられていたと考えられる。日本の荷札木簡については国（令制国）によって用いられる材が違っていたことが知られている。

#### 再利用
使用済み木簡は、一面を削って再利用された。削って薄くなると最終的に捨てられる。長屋王家では邸内の各部局から出た使用済み木簡を一箇所で回収して再利用していたらしい。裏を使って別の用途にあてることもある。
削り屑はごみとして捨てられるが、何か字が書かれていれば、広義の木簡として数えられる。情報量は少ないが、読み取った語が年代決定に役立ったり、その場所の機能についての手がかりになることもある。
余白を使って字の練習をしたものも多く、この部分に注目すると習書木簡と呼ばれる。情報の価値は多くないが、何らかの句の習書の出典がつきとめられると、その文献が日本に招来されていた時期や普及度を推測する手がかりになる。
便所で尻を拭う籌木に転用されたものもあり、便所遺構から発見される。1992年初め、藤原京跡で土坑を掘っていたときに、黒色の土の中から長さ18センチ、幅1センチ、厚さ0.4センチほどの薄くて細長い板きれが多数見つかった。トイレットペーパーと同じ役割のヘラである。そのヘラに文字が見えるものがあり、使用済みの木簡を転用したことが分かる。

#### 移動と廃棄
木簡は最終的には廃棄され、捨てられた場所で腐蝕を免れたものが考古学資料として掘り出される。
木簡は最初に字が書かれたところから遠く離れた場所で捨てられることがある。荷札木簡が多数見つかるのは藤原京、長岡京、平城京だが、書いたのは全国で貢進物を整えた地方の役人である。

### 中世以降の変化
木簡の盛期は8世紀末までで、文書木簡は10世紀より後になると見られなくなる。しかし運送する荷につける荷札は引き続き盛行し、やはり前代から見られる呪術のための札、寺社への参詣の印をして配る参篭札、座の一員である証明として今日の身分証明書のように使う札、質権設定を示すために付ける質札など多様な木簡が作られた。木の耐久性を利用したものである。中世に木簡は多く木札と呼ばれた。荷札は近代まで続き、絵馬や卒塔婆に代表される宗教的な札は現代にもあるが、これらが木簡という歴史学・考古学用語で呼ばれることはない。それでも、発掘調査で見つかると、現代のものも木簡として報告されることになる。

## 朝鮮の木簡
朝鮮では戦前に楽浪付近の墓から木簡が1点発見された。ついで1975年に新羅の王宮、月城の雁鴨池から40点が出土し、三国時代と統一新羅時代の遺跡から多数の木簡が発見されている。2013年頃までの発見数は35遺跡約750点と少ないが、日本の古代史にも関わる重要な知見が得られている。
日本最古の木簡は640年代(7世紀中程)であり数が多くなるのは680年代の天武天皇の時代からだが、朝鮮では7世紀前半のものが見つかっている。京畿道河南市の二聖山城でみつかった608年の木簡や、慶州市月城垓子から出た木簡の書き方は、日本の前白木簡の起源と考える説がある。また従来日本の国字と考えられていた椋（くら）、鎰（かぎ）といった字が朝鮮半島に由来すると出土木簡から推測する研究者がいる。
漢簡と同様に、朝鮮では、側面にも書いた觚が使用された。四面あるいはそれ以上の面を持つ柱の各面に記したものである。日本の木簡は表と裏に書く板状のものが大半で、棒状のものはごく珍しい。觚の中には、長大な木に『論語』の一部を記した論語木簡があり、これには穴埋め問題対策用の試験勉強用具という説がある。また高麗時代の沈没船木簡も注目される。モンゴルの侵攻から島に避難していた事情を反映したもので、4隻189点が見つかっている。

## 他の地域の木簡
木簡が多く発見するのは東アジアであるが、書写における木の使用自体は普遍的なもので、世界中で見受けられるものである。西洋においては、ローマ時代の木簡が1920年代以降にポンペイ、ヘルクラネウムなどのローマ遺跡から発掘されている。
- ヴィンドランダの書字板（英語版）

インドにおいては、仏教経典が貝葉に書かれていた。また、タイにおいてはヤシの葉に書かれた例もある。これらは狭義の「木簡」とは区別されるが、同じく植物を筆記素材とした例である。

### 単著
- 市大樹『飛鳥の木簡　古代史の新たな解明』中央公論新社〈中央新書〉、2012年。ISBN 9784121021687。
- 今泉隆雄『古代木簡の研究』吉川弘文館、1998年。ISBN 4642023275。
- 大庭脩『木簡　古代からのメッセージ』1998年。ISBN 4-469-23140-1。
- 大庭脩『木簡学入門』志学社〈志学社選書〉、2020年。ISBN 9784909868015。
- 神田喜一郎; 田中親美『書道全集』 2巻《漢》、平凡社、東京、1965年。
- 鬼頭清明『木簡の社会史 天平人の日常生活』講談社〈講談社学術文庫〉、2004年。ISBN 4-06-159670-5。
- 鬼頭鬼頭『木簡』 5巻、ニュー・サイエンス社〈考古学ライブラリー〉、2004年。 NCID BN04572089。
- 佐藤信『日本古代の宮都と木簡』吉川弘文館、1997年。ISBN 4-642-02311-9。
- 水藤真『木簡・木札が語る中世』東京堂出版、1995年。ISBN 4-490-20265-2。
- 田中琢; 佐原真『考古学の散歩道』 1-2巻、岩波書店〈岩波新書, 新赤版〉、1993年。ISBN 4004303125。
- 寺崎保広『古代日本の都城と木簡』吉川弘文館、2006年。ISBN 4-642-02454-9。
- 東野治之『日本古代木簡の研究』塙書房、1983年。ISBN 4-827-31007-6。
- 冨谷至『木簡・竹簡の語る中国古代 書記の文化史』岩波書店〈世界歴史選書〉、2003年。ISBN 4-00-026846-5。
- 西林昭一『中国甘粛新出土木簡選』毎日新聞社・毎日書道会、東京、1994年。 NCID BN12428634。
- 平川南『古代地方木簡の研究』吉川弘文館、2003年。ISBN 4-642-02380-1。
- 平野邦雄; 鈴木靖民『木簡が語る古代史』 1-2巻、吉川弘文館、1996年。ISBN 4-642-07492-9。
- 奈良文化財研究所『評制下荷札木簡集成』東京大学出版会、2006年。ISBN 4902010380。
- 奈良文化財研究所『木簡 古代からの便り』岩波書店、2020年。ISBN 9784000253253。

### 記事・論文
- 池田温 著「中国木簡の特色」、平野邦雄; 鈴木靖民 編『木簡が語る古代史』吉川弘文館、1996年。
- 大庭脩「中国簡牘研究の現状」『木簡研究』第1巻、1979年。
- 鐘江宏之「七世紀の地方木簡」『木簡研究』第20巻、1998年。
- 鬼頭清明 著「木簡と古代史」、平野邦雄; 鈴木靖民 編『木簡が語る古代史』吉川弘文館、1996年。
- 栄原永遠男「三重・柚井遺跡」『木簡研究』第1巻、1979年。
- 栄原永遠男「秋田・払田柵跡」『木簡研究』第1巻、1979年。
- 鷹取祐司「中国新出の木簡」『考古学ジャーナル』第649巻、2013年。
- 舘野和之「律令制の成立と木簡　七世紀の木簡をめぐって」『木簡研究』第20巻、1998年。
- 鶴見泰寿「七世紀の宮都木簡」『木簡研究』第20巻、1998年。
- 橋本繁「新出の韓国木簡」『考古学ジャーナル』第649巻、2013年。
- 原秀三郎「木簡と墨書土器」『岩波講座日本通史』第5巻、1995年。ISBN 4-000-10574-4。
- 李成市「東アジアの木簡文化　伝播の過程を読み解く」『木簡から古代がみえる』岩波書店〈岩波新書〉、2010年。
- 山本崇「従来の木簡調査研究動向」『考古学ジャーナル』第649巻、ニュー・サイエンス社、2013年。 NCID AN00081950。
- 山本崇「近年の木簡調査研究動向」『考古学ジャーナル』第649巻、ニュー・サイエンス社、2013年。 NCID AN00081950。
- 和田萃「木簡は語る　研究の足跡」『木簡から古代がみえる』岩波書店〈岩波新書〉、2010年。